# Reprezentacja Szwecji w rugby union mężczyzn

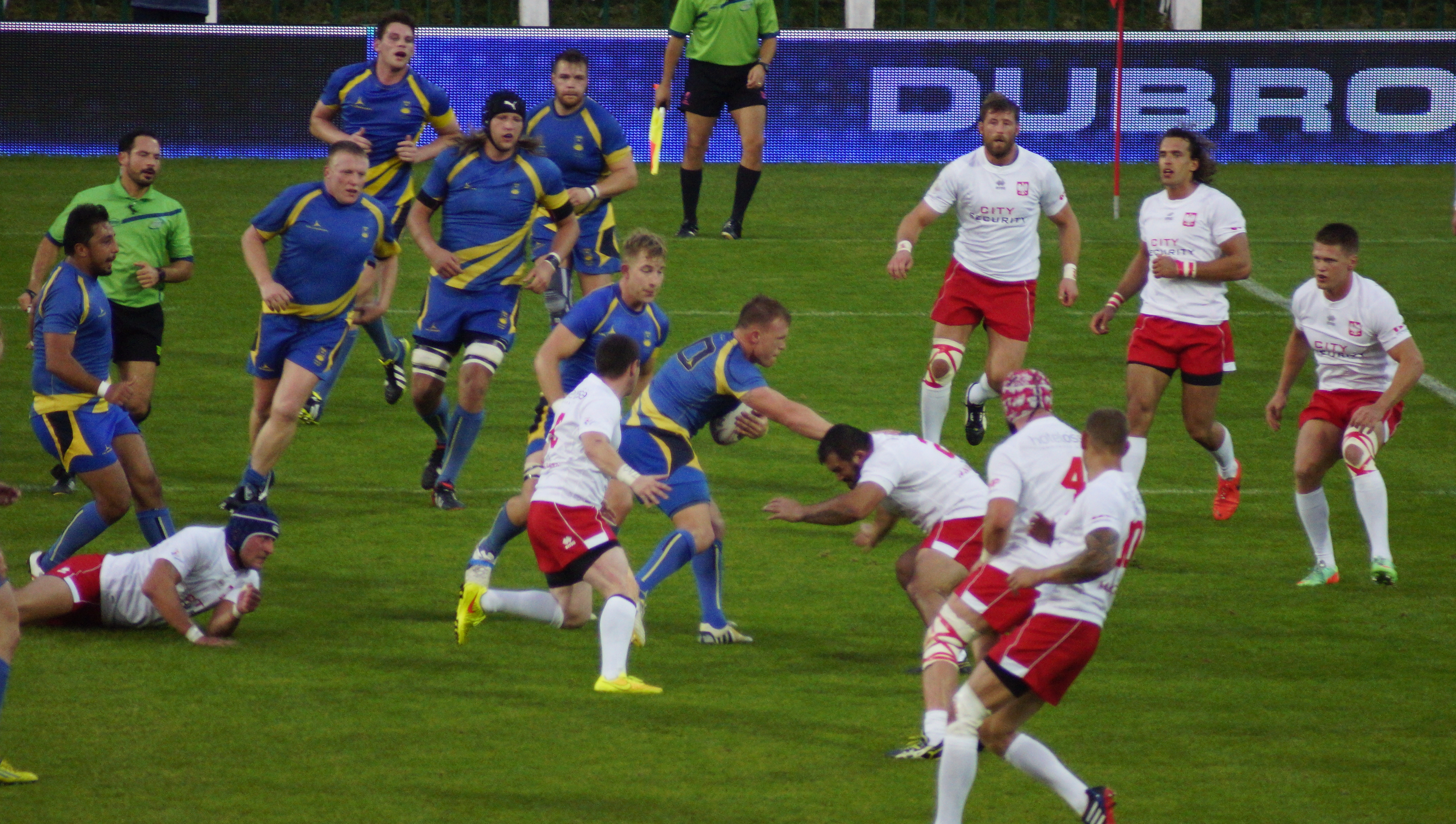
Mecz Polska – Szwecja (2014)

Reprezentacja Szwecji w rugby  jest drużyną reprezentującą Szwecję w międzynarodowych turniejach. W edycji 2014–2016 Pucharu Narodów Europy drużyna występuje w Dywizji 1B.

## Puchar świata w Rugby
- 1987–2015: nie zakwalifikowała się